# タイホテル協会
タイホテル協会 (タイ語:สมาคมโรงแรมไทย、英語:Thai Hotels Association、英略称:THA) はタイ王国のホテルの全国規模連盟。1963年に設立。

## 概要
タイホテル協会は1964年にホテル経営者たちの評議会として創設されたタイ国観光ホテル協会（Hotel Association for Tourist of Thailand）を前身としている。当時の協会の目的は、1）ホテル産業発展のために会員会の協力と相互扶助を醸成すること、2）国内外の観光機関と協力して、国家の観光産業を支援すること、3）政治に関わらず会員間の知識共有と協調行動を行うことであった。
その後1968年に協会名称を、現在のタイホテル協会 に変更した。同協会はタイ観光の動向に関して独自に統計情報の発表を行っている。また、ホテル観光業界を代表して政府への陳情を行うこともあり、タイ観光業界の主要な利益団体として機能している。政府との結びつきは強く、タイ政変等の緊急時に際して、政府、タイ国政府観光庁、関連団体などと協調して観光客の保護に当ることがある。現在タイ全国に600人を越える会員を擁する。

## 所在地
バンコク プラナコーン区 ボーウォンニウェート地区 ラーチャダムヌーングラーン通り 203-209/3 
203-209/3 ถนนราชดำเนินกลาง แขวงบวรนิเวศ. เขตพระนคร กรุงเทพฯ 10200

## 事業目的
- ホテル経営、観光産業に関わる私企業の事業を奨励
- 会員間協力の奨励
- 共同利益のために第三者による交渉を含めた会員間による問題解決の支援
- ホテル経営、観光事業に関する知識、意見、技術など情報の交換と共同精神の醸成
- 共同利益の保護と奨励
- 政府や私企業体との協力、協調
- ホテル、観光事業に関する情報と協会活動に関する情報の普及、広報
- ホテル、観光事業に関する職業訓練プログラム、セミナーの実施*会員の利益を生み出すあらゆる事業の実施
- ホテル、観光事業に関わる問題、障害の解決に資する政府への意見書の提出
- 高い品質を維持しつつ、政府の政策と協調したホテル事業を進めるための政府との協力
- 会員内での相互規則、取り決めの設定
- 会員間もしくは第三者を交えた問題解決
- 国内国際事業における協調した販売事業の調整
- 公共福祉、国家安全保障のための慈善事業への参加

## 会員特典
- 6箇所の地域事務所、タイ国政府観光庁、タイ投資奨励委員会（BOI）、タイ旅行業協会（ATTA）からホテル観光情報の提供
- 協会ニュースおよび会員情報へのアクセス許可
- タイホテル協会会員年会への出席
- 二ヵ月毎の定例会員会議への出席

## 加盟
- アセアン観光協会（ASEAN Tourism Association:ASEANTA）
- アセアンホテルレストラン協会（ASEAN Hotels & Restaurant Association:AHRA）
- 太平洋アジア旅行協会（Pacific Asia Travel Association:PATA）